# Младост (футбольный клуб, Апатин)
«Мла́дост» (серб. ФК Младост Апатин) — сербский футбольный клуб из города Апатин, в Западно-Бачском округе автономного края Воеводина. Клуб основан в 1928 году, домашние матчи проводит на «Раде Свилар», вмещающем 5 000 зрителей.

## История
Клуб основан в 1928 году под именем СК «Три Звезды». В 1950 году клуб обрёл нынешнее имя «Младост» («Юность»). Долгое время клуб играл в низших лигах, однако после распада Югославии клуб обрёл сильного титульного спонсора — Апатинский пивоваренный завод, крупнейшую пивоваренную компанию Сербии. В сезоне 2001/02 клуб впервые в своей истории дебютировал Первой лиге Сербии и Черногории, однако по итогам сезона вылетел. Сезон 2005/06 клуб завершил на втором месте в Первой лиге и вернулся в элиту. Следующий сезон 2006/07 стал самым успешным в истории клуба, «Младост» финишировал на шестом месте в Суперлиге. Перед стартом нового сезона, в июле 2007 года, клуб по финансовым причинам снялся с чемпионата. Место «Младост» в чемпионате занял «Напредак».

## Прежние названия
- 1928—1950 — «Три звезды» (серб. СК Три звезде)
- 1950—н. в. — «Младост» (серб. Младост)

## Достижения
- Вторая лига Югославии
  - Победитель: 2000/01